# Nicholas Angelich

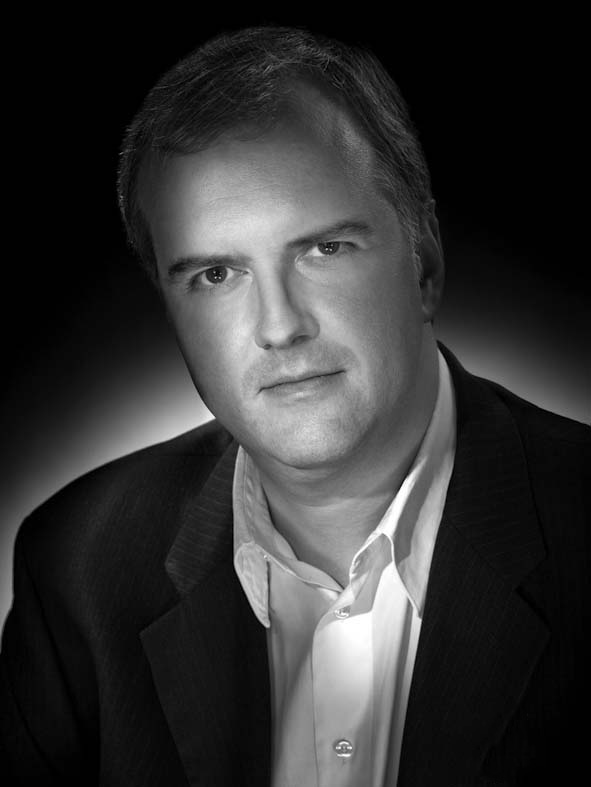
Nicholas Angelich (2011)

Nicholas Michael Angelich (* 14. Dezember 1970 in Cincinnati, Ohio; † 18. April 2022 in Paris) war ein US-amerikanischer Pianist.

## Leben
Angelich erhielt ab dem Alter von fünf Jahren Klavierunterricht durch seine Mutter. Sein erstes Konzert gab er als Siebenjähriger zusammen mit einem Kammerorchester in den USA, wo er Klavierkonzert Nr. 21 von Mozart spielte. Mit 13 Jahren wurde er Student am Pariser Conservatoire National Superieur de Musique, wo er bei Aldo Ciccolini, Yvonne Loriod, Michel Béroff und Marie-Françoise Buquet Unterricht erhielt. Meisterklassen absolvierte er bei Dmitri Baschkirow, Leon Fleisher und Maria João Pires.
1989 gewann er den zweiten Platz des internationalen Robert-Casadesus-Klavierwettbewerbs in Cleveland (Ohio) und 1994 den ersten Preis bei dem internationalen Gina-Bachauer-Klavierwettbewerb. 2002 erhielt er den „Young Talent Award“ beim Klavierfestival Ruhr. Er spielte ferner mit bedeutenden französischen Orchestern unter Myung-Whun Chung und David Robertson. Im Mai 2003 debütierte er mit dem New York Philharmonic Orchestra unter der Leitung von Kurt Masur. Im Jahre 2004 ging er mit Letzterem und dem Orchestre National de France auf Japan-Tournee. Seine Aufnahme der Klaviertrios von Brahms mit den Brüdern Renaud und Gautier Capuçon für Virgin Classics (heute EMI) wurde in die Bestenliste 2004-3 des Preises der deutschen Schallplattenkritik aufgenommen.
Angelich war begeisterter Kammermusiker und konzertierte auch mit den Sankt Petersburger Philharmonikern, dem Radio-Sinfonieorchester Stuttgart sowie dem SWR Sinfonieorchester aus Baden-Baden. Dabei arbeitete er mit Dirigenten wie Sir Roger Norrington, Alexander Dimitrijew, Michael Gielen und Hugh Wolff, mit Musikern wie Maxim Wengerow, Dmitri Sitkowetski, Joshua Bell, Gérard Caussé sowie dem Ysaye-Quartett und dem Prazak-Quartett zusammen.
Angelich galt nach einer Wunderkind-Karriere als Jungstar der Pianistenzunft und wurde vom Label EMI Classics für das internationale Musikleben entdeckt.
Sein Repertoire umfasste Meisterwerke aus Romantik und Klassik, daneben aus dem 20. Jahrhundert Musik von Sergej Prokofjew, Schostakowitsch, Bartók, Messiaen, Karlheinz Stockhausen, Pierre Boulez und Eric Tanguy.
Der Komponist Pierre Henry widmete dem Pianisten das „Concerto for piano without orchestra“.
Angelich verstarb am 18. April 2022 im Alter von 51 Jahren an den Folgen einer schweren Lungenerkrankung.